# Pawel Jewgenjewitsch Baschkin
Pawel Jewgenjewitsch Baschkin (russisch Павел Евгеньевич Башкин, * 1. September 1978 in Astrachan) ist ein ehemaliger russischer Handballspieler, der zumeist auf Rechtsaußen eingesetzt wurde.
Der 1,87 m große und 86 kg schwere Linkshänder begann seine Karriere in seiner Heimatstadt bei Dinamo Astrachan, mit dem er siebenmal Vizemeister der russischen Super League wurde. In der PHL-Liga von Russland, Belarus und der Ukraine wurde er 2002 und 2005 Meister sowie 2006 Pokalsieger. International erreichte er u. a. das Halbfinale im EHF-Pokal 2003/04 und 2004/05. Im Finale der EHF-Pokals 2002/03 unterlag er dem FC Barcelona. 2006 verließ er seine Heimat und wechselte zum slowenischen RK Gorenje Velenje, mit dem er im Europapokal der Pokalsieger 2006/07 und der EHF Champions League 2007/08 spielte. Anschließend ging er in die spanische Liga ASOBAL zu Naturhouse La Rioja, mit dem er das Halbfinale im EHF-Pokal 2009/10 erreichte. 2010 unterschrieb er beim belarussischen Klub Brest GK Meschkow. Dort wurde er 2011 Pokalsieger und qualifizierte sich für den Europapokal, in dem er noch einmal ins Viertelfinale kam.
Mit der Russischen Nationalmannschaft nahm Pawel Baschkin an der Europameisterschaft 2004 teil und belegte den fünften Platz. Bei den Olympischen Spielen 2004 gewann er die Bronzemedaille, kam allerdings beim Turnier nicht zum Einsatz. Baschkin bestritt 19 Länderspiele, in denen er 46 Tore erzielte.